# Scotland (Dakota du Sud)
Pour les articles homonymes, voir Scotland.
Scotland est une municipalité américaine située dans le comté de Bon Homme, dans l'État du Dakota du Sud. Selon le recensement de 2010, elle compte 841 habitants. La municipalité s'étend sur 0,85 milles carrés (2,2 km2).
La ville est fondée en 1879, sur la propriété du général Charles T. Campbell. Comme Campbell, la plupart de ses habitants avaient alors des origines écossaises (Scotland étant le nom anglais de l'Écosse).

## Démographie
| 1880 | 1890  | 1900 | 1910  | 1920  | 1930  |
| ---- | ----- | ---- | ----- | ----- | ----- |
| 150  | 1 083 | 964  | 1 102 | 1 234 | 1 163 |

| 1940  | 1950  | 1960  | 1970 | 1980  | 1990 |
| ----- | ----- | ----- | ---- | ----- | ---- |
| 1 204 | 1 188 | 1 077 | 984  | 1 022 | 968  |

| 2000 | 2010 | - | - | - | - |
| ---- | ---- | - | - | - | - |
| 891  | 841  | - | - | - | - |